# Новая Олимпийская Деревня
Новая Олимпийская Деревня — жилой комплекс в Москве на территории района Проспект Вернадского, построенный к I Всемирным юношеским играм 1998 года для проживания их участников.

## Описание
Решение о возведении Новой Олимпийской деревни было принято в 1996 году, местом под неё была выбрана территория близ поймы Раменки — сама река на участке впоследствии преобразована в каскад искусственных водоёмов. Строительство комплекса продолжалось с 1997 по 1998 год, к первым Всемирным юношеским играм. В 1999 году комплекс Новой Олимпийской Деревни был удостоен государственной премии Российской Федерации в области архитектуры.
 Деревня состоит из шести монолитных домов с 636 квартирами, четыре из которых возвышаются на 16—25 этажей и объединены общим фундаментом, где размещён паркинг. Рядом с жилыми корпусами были возведены объекты инфраструктуры — детский сад, школа, магазины, спорткомплекс.